# アンプレクトベルア科
アンプレクトベルア科（アンプレクトベルアか、Amplectobeluidae）は、ラディオドンタ類の節足動物を大きく分けた分類群（科）の一つ。約5億年前のカンブリア紀に生息したアンプレクトベルアなどが分類され、前部付属肢に強大な棘をもつ種類が含まれる。

## 創設と定義
アンプレクトベルア科はラディオドンタ類における4つの科の1つであり、学名「Amplectobeluidae」は本科のタイプ属（模式属）であるアンプレクトベルア（Amplectobelua）に因んでいる。フルディア科と同様、最初は Vinther et al. 2014 に創設され、系統関係のみに基づいて定義された。なお、Vinther et al. 2014 の定義は形態学に基づいたものではなく、国際動物命名規約の条項的には無効である。これにより、本科は Cong et al. 2018 と Pates et al. 2019b で再び正式の記載がなされ、アンプレクトベルアとラムスコルディア（Ramskoeldia）の共通点に基づいて次の通りに再定義された。
- 前部付属肢の柄部は3節からなる。柄部直後の肢節の内突起は最も発達し、それをはじめとして内突起は長短を繰り返しながら先端ほど短くなるが、5番目のものは3番目のものより発達。柄部以外の多くの肢節はそれぞれ反対側にもう1本の小さな内突起をもち、1つの前部付属肢にある左右の内突起が非対称の形となる。
- 「首」の退化的な鰭の付け根には3対の顎基様の構造体（gnathobase-like structure、GLS）をもつ。
- 歯（oral cone）は放射状でないと考えられる一連のプレート状の構造体（smooth plates と tuberculated plates）である。

これによると、アンプレクトベルア科はアンプレクトベルアやラムスコルディアなどのみ含め、従来では本科に分類されるライララパクス（Lyrarapax）は本科に含まれにくい。しかし、ライララパクスとアンプレクトベルアの類縁関係はほとんどの系統解析に支持され、逆にラムスコルディアとアンプレクトベルアの類縁関係が疑問視される場合もある（後述）。それ以外の文献も、アンプレクトベルア科をアンプレクトベルアとラムスコルディアのみならず、ライララパクスなどをも含んだ分類群と扱うのが一般的である。
本項目は、後述の一般的な用法（アンプレクトベルア、ライララパクス、ラムスコルディアとグアンシャンカリス）を基にアンプレクトベルア科について記述する。

## 形態

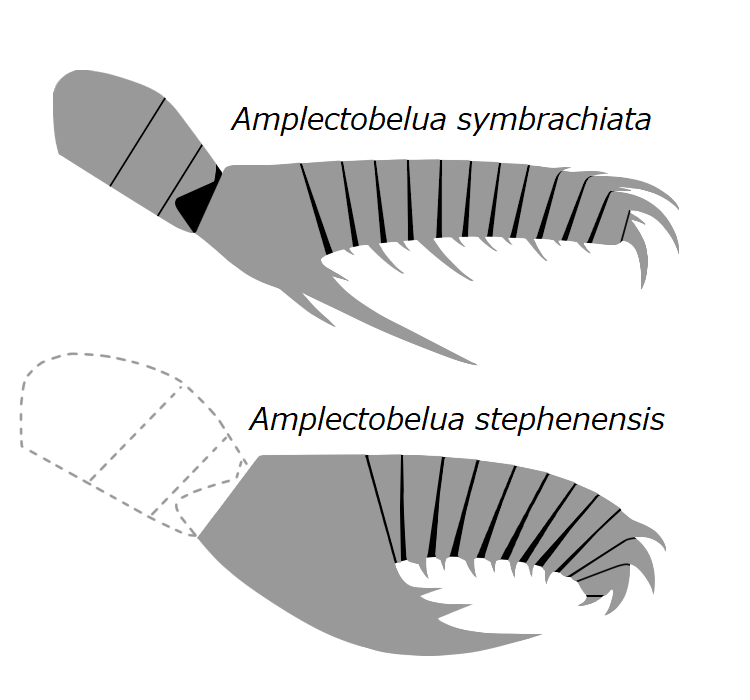
アンプレクトベルアの前部付属肢
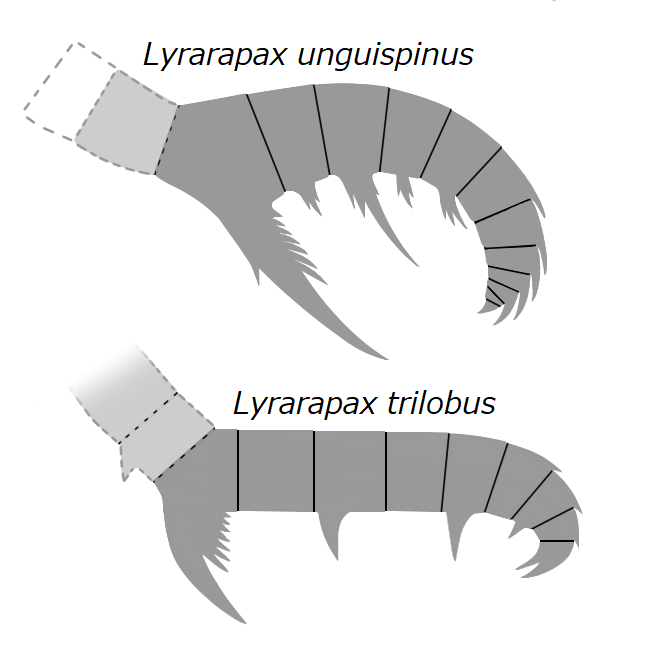
ライララパクスの前部付属肢
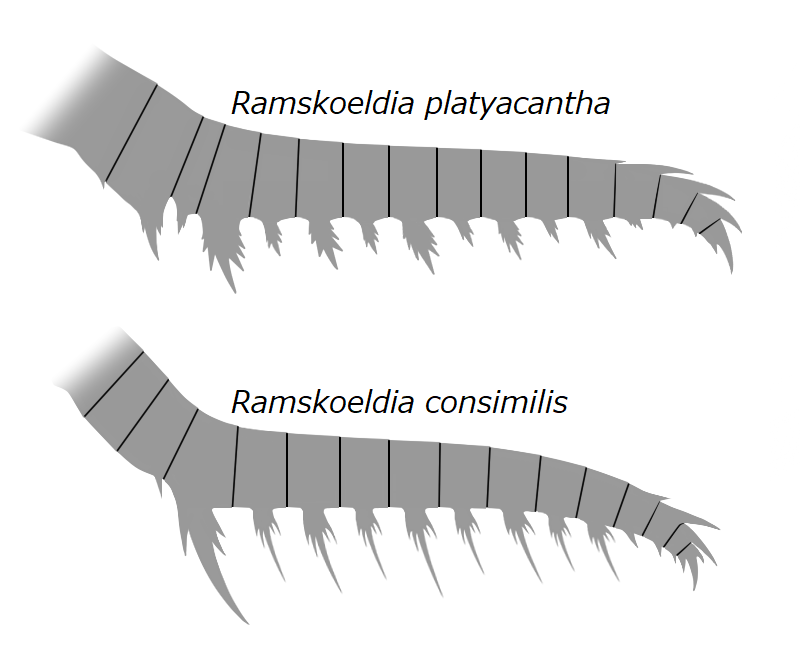
ラムスコルディアの前部付属肢
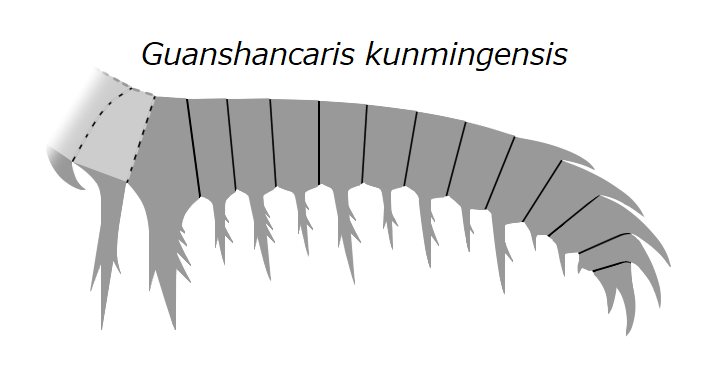
グアンシャンカリスの前部付属肢

アンプレクトベルア科のラディオドンタ類の前部付属肢（frontal appendage）は十数節（柄部2-3節と残り9-13節）の肢節からなり、柄部直後の関節は往々にして上向きに屈曲する。ほとんどの種類は柄部直後の内突起（endite）が顕著に発達し、極端の場合では長大に伸ばして、残りの肢節と鋏に似た構造をなしている。柄部直後のものをはじめとして、内突起は先端ほど短くなりながら長短（Lyrarapax trilobus の場合は有無）を繰り返している。しかしアンプレクトベルア、ラムスコルディアとグアンシャンカリスの場合、その中で5番目の内突起は例外的に3番目のものより発達した。
全身はアンプレクトベルアとライララパクスのみ知られる。流線型の体をしており、小さな頭部にある3枚の甲皮（head sclerite complex）は楕円形で目立たない。胴部の前3-4節、いわゆる「首」は短縮して退化的な鰭（ひれ、flaps）をもつ。アンプレクトベルアとラムスコルディアは、この部分の下に3対の顎基様の構造体（gnathobase-like structure、GLS）がある。残り8から11節の胴節の鰭はよく発達し、後方ほど幅狭くなる。それぞれの鰭は、前縁に沿って枝分かれた脈（strengthening rays）がある。各胴節の背面にある鰓のような構造体（setal blades）は左右に別れて配置される。尾部には1対の尾毛（furcae）がある。

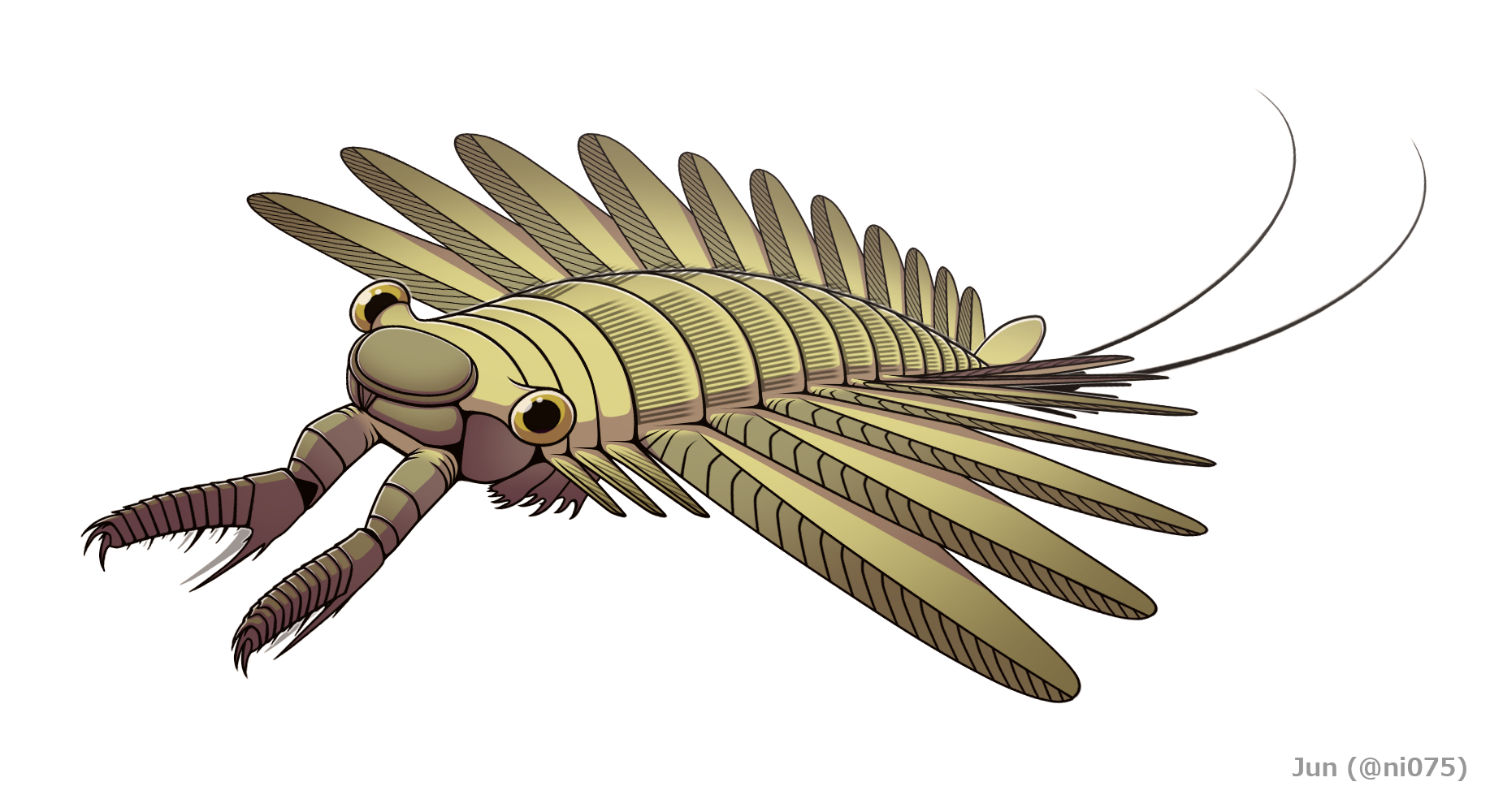
アンプレクトベルア
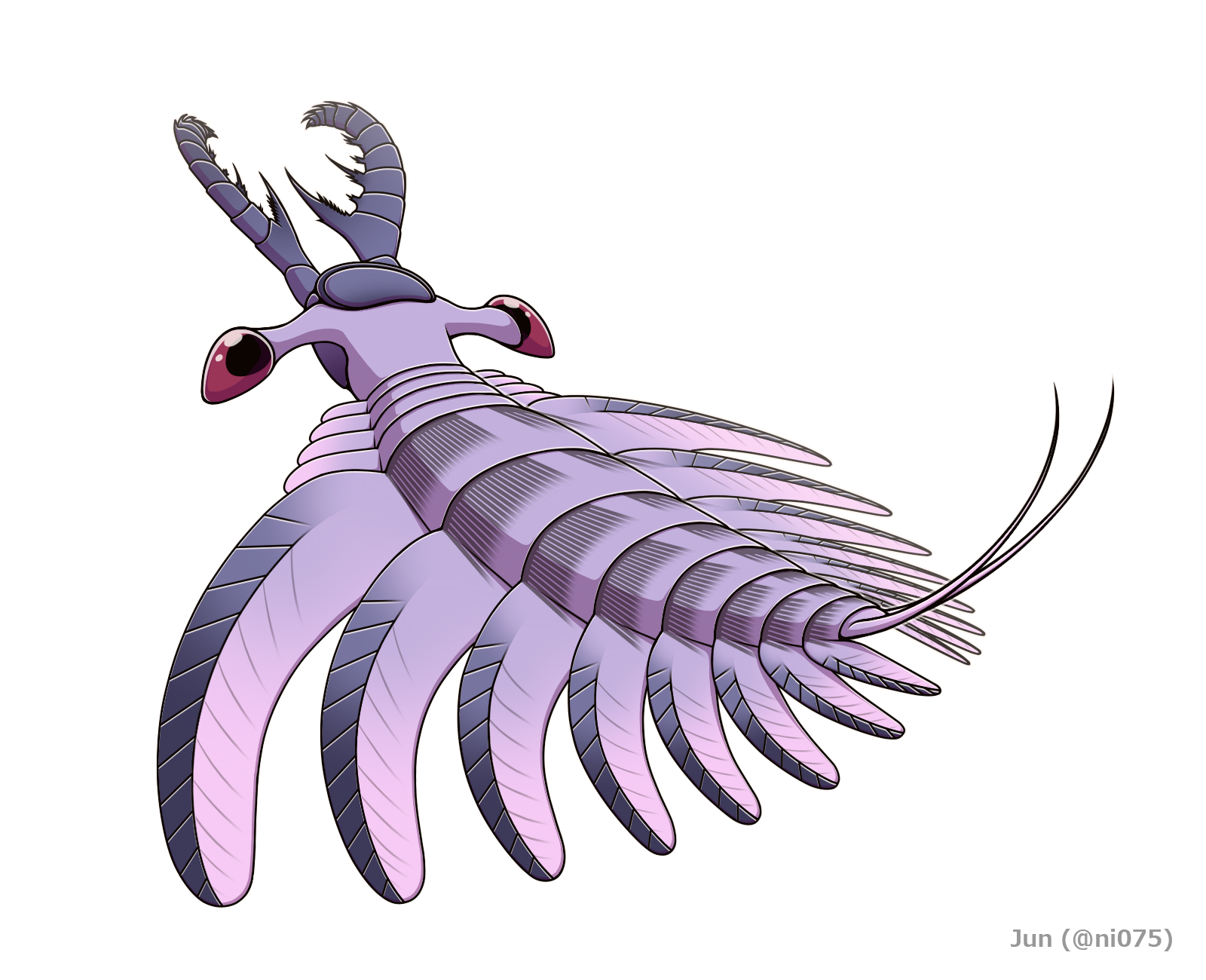
ライララパクス
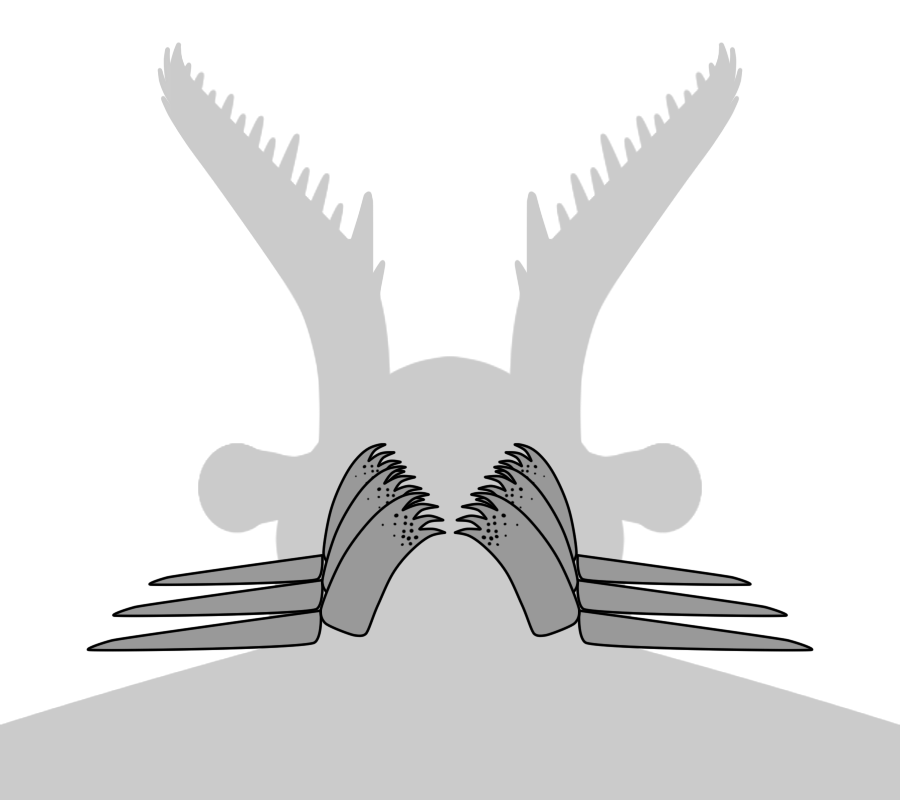
顎基様の構造体（GLS）と退化的な鰭
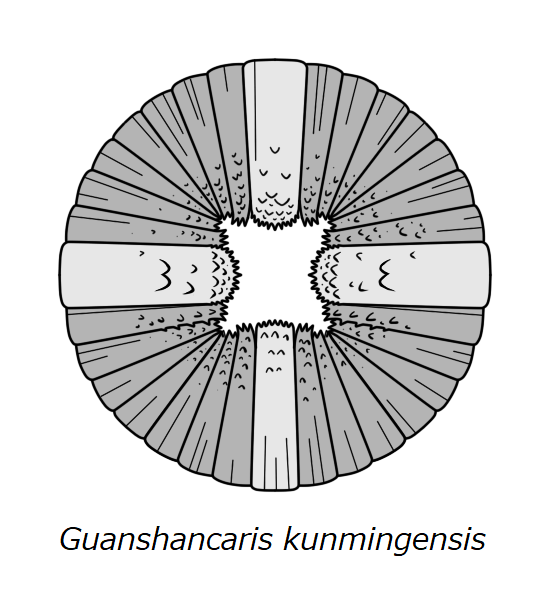
グアンシャンカリスの歯

口の歯（oral cone）は詳細が不明な種類が多い。少なくともライララパクスとグアンシャンカリスの歯は十字放射状（放射状に並んだ数十枚のうち十字方向の4枚が特に大きい）で表面に隆起があり、後者は外縁に溝をもつことまで確認される。アンプレクトベルアとラムスコルディアの歯は解離した断片（smooth plates と tuberculated plates）のみ知られ、放射状ではなかったと考えられる。
本科の流線型の体・小さな頭部と甲皮・歯の隆起と外縁の溝・前部付属肢の長短を繰り返した内突起は、ラディオドンタ類の中でアノマロカリス科の種類に共通した特徴である。なお、一部の種類に見られる歯の十字放射構造は、むしろフルディア科に似た特徴である。

## 生態
アノマロカリス科の種類と同様、アンプレクトベルア科のラディオドンタ類は流線型の体・発達した鰭・頑丈な内突起をもつ前部付属肢により、フルディア科の種類より活動的で、獰猛な遊泳性捕食者であったと考えられる。能動的な前部付属肢で獲物を捕獲し、強大な内突起をもつ種類はそれを鋏のように用いていたと考えられる。小さな甲皮は、前部付属肢の可動域を制限せずに防御の役割を果たしていたと考えられる。アンプレクトベルアとラムスコルディアに見られるGLSは他の節足動物の大顎や顎基のように、咀嚼器として用いられたと推測される。

## 分布と生息時代

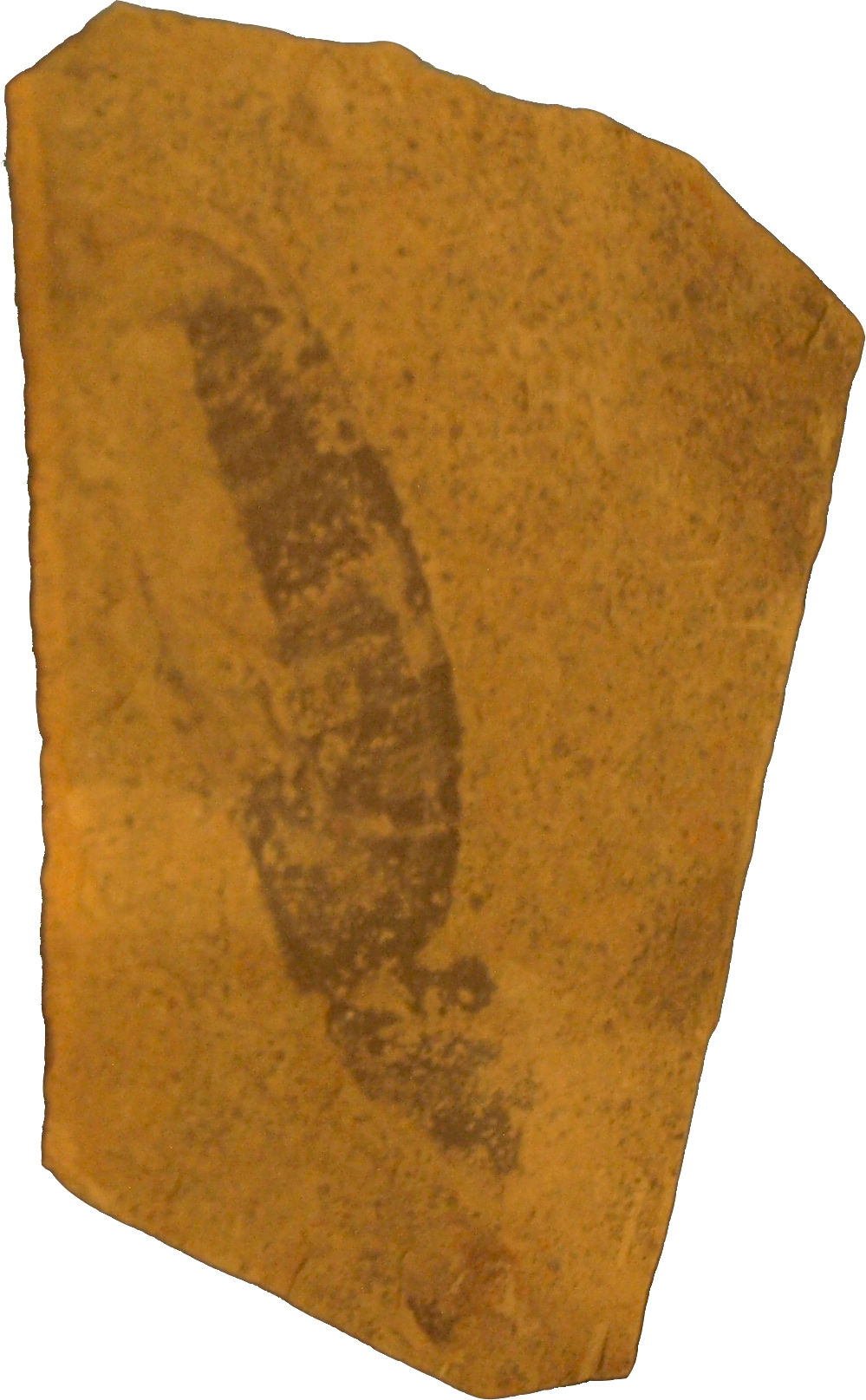
中国古動物館 (Paleozoological Museum of China) に所蔵される、本科のアンプレクトベルアの前部付属肢の化石標本

ラディオドンタ類の中で、アンプレクトベルア科の化石標本は主に中国南部（雲南省、貴州省、湖北省と四川省）から発見される。それ以外の化石産地での発見例は比較的少なく、北アメリカ（カナダのブリティッシュコロンビア州、アメリカのペンシルベニア州・カリフォルニア州・バーモント州、グリーンランド）由来の化石記録が知られている。
本科としての本質が不確実の記録は「*」で示す。同定または独立種としての有効性が不確実の記録は「?」で示す。
カンブリア紀第三期（約5億2100万 - 5億1400万年前）
- Niutitang formation（Zunyi Biota、中国、貴州省）：Amplectobelua symbrachiata[28][29]
- Maotianshan Shale（澄江動物群、中国、雲南省、約5億1,800万年前[1]）：Amplectobelua symbrachiata[7]、Lyrarapax trilobus[17]、Lyrarapax unguispinus[9]、Ramskoeldia consimilis[6]、Ramskoeldia platyacantha[6]、
- Buen formation（シリウス・パセット動物群、グリーンランド、約5億1,800万年前）：未記載標本[34]
- Shuijingtuo Formation（Qingjiang biota、中国、湖北省、約5億1,800万年前）：Amplectobelua sp.[30]
- Fandian biota（中国、四川省）：YKLP 12378[31]

カンブリア紀第四期（約5億1400万 - 5億900万年前）
- Wulongqing Formation（Guanshan biota、中国、雲南省）：Guanshancaris kunmingensis[35]
- Parker Formation（アメリカ、バーモント州）：?Guanshancaris（YPM IP 239052）[33][22]
- Latham Shale（アメリカ、カリフォルニア州）：Ramskoeldia consimilis?[4]
- Kinzers Formation（アメリカ、ペンシルベニア州）：Amplectobelua aff. symbrachiata[32]

カンブリア紀ウリューアン期（約5億900万 - 5億450万年前）
- Kaili Formation（Kaili Biota、中国、貴州省）：*GTBM-9-1-1022[注釈 3][36][16][8]
- バージェス頁岩（バージェス動物群、カナダ、ブリティッシュコロンビア州、約5億1,000万 - 5億500万年前[37]）：Amplectobelua stephenensis[20]

カンブリア紀ドラミアン期（約5億450万 - 5億50万年前）
- Wheeler Shale（アメリカ、ユタ州）：Amplectobelua cf. A. stephenensis[2]

## 分類
ラディオドンタ類の中で、アンプレクトベルア科は一般にアノマロカリス科の近縁とされ、フルディア科（フルディア、ペイトイアなど）やタミシオカリス科（タミシオカリスなど）とは別の単系統群を構成すると考えられる。本科とアノマロカリス科は、流線型の体・小さな頭部と甲皮・捕食性に適した能動的な前部付属肢・内突起の長短繰り返し構造などの多くの共通点をもつが、そのほとんどが単にラディオドンタ類の祖先形質である可能性が高い。なお、本科は前述のような特徴をもつ同時に歯はむしろフルディア科に似た十字放射状（それに対してアノマロカリス科は三放射状）であるため、十字放射状の歯もラディオドンタ類の祖先形質であることが示唆される。
アンプレクトベルア科の内部構成は確実でなく、模式属（タイプ属）であるアンプレクトベルア以外の種に関しては、いずれも本科とは別系統とする見解があり、もしくはそのような経緯があった。グアンシャンカリスの模式種は最初ではアノマロカリス（Anomalocaris、アノマロカリス科の属）の1種として命名されたが、それ以降でも本科の種類であることが広く認められ、後に改名されるようになった。アンプレクトベルアとラムスコルディアの共通点を基に、柄部直後から3番目より長い5番目の内突起とGLSを本科の派生形質と考え、それを欠くライララパクスは本科に分類しにくいという見解はある。しかし、ライララパクスとアンプレクトベルアの類縁関係は多くの系統解析に支持され、逆にラムスコルディアはこれらの属に遠縁で、文献によりアンプレクトベルア科とフルディア科より早期に分岐、もしくはタミシオカリス科やアノマロカリス科に含める解析結果もある。
アンプレクトベルア科に含めることが広く認められるラディオドンタ類の種は次の通り。
- アンプレクトベルア属 Amplectobelua [7]
  - Amplectobelua symbrachiata [7]
  - Amplectobelua stephenensis [20]
- ライララパクス属 Lyrarapax [9]（本科に属することが疑問視される場合がある[6]）
  - Lyrarapax unguispinus [9]
  - Lyrarapax trilobus [17]
- ラムスコルディア属 Ramskoeldia [6]（一部の系統解析では別系統とされる[13][15]）
  - Ramskoeldia platyacantha [6]
  - Ramskoeldia consimilis [6]
- グアンシャンカリス属 Guanshancaris [22]
  - Guanshancaris kunmingensis [35]（旧称 Anomalocaris kunmingensis[35]。アンプレクトベルアの1種 Amplectobelua kunmingensis とされる場合がある[5]）

上述の種類以外では、Emu Bay Shale 由来のアノマロカリスの未命名種（Anomalocaris cf. canadensis）と、かつてアノマロカリスに分類されたホウカリス（Houcaris）の H. saron（もしくは H. saron と H. magnabasis 両方、旧称 Anomalocaris saron と Anomalocaris magnabasis）を本科に含む系統解析もある。ラミナカリス（Laminacaris）は複数のラディオドンタ類の科に似た性質をもつため、原記載では所属不明とされていたが、系統解析では本科に含まれることもある。